# 21e étape du Tour d'Italie 1998
La 21e étape du Tour d'Italie 1998 a eu lieu le 6 juin. Elle a été disputée sous la forme d'un contre-la-montre sur un parcours de 34 km partant de Mendrisio et arrivant à Lugano. Elle a été remportée l'Ukrainien Serhiy Honchar, deuxième des deux précédentes étapes contre-la-montre de ce Giro. Le porteur du maillot rose Marco Pantani se classe troisième, avec cinq secondes d'avance sur Pavel Tonkov (5e) et s'assure ainsi la victoire finale. Deux coéquipiers de Pantani, Massimo Podenzana et Marco Velo, prennent les deuxième et quatrième places.
Riccardo Forconi, également coéquipier de Pantani, et Nicola Miceli, vainqueur de la quatrième étape, sont exclus du Tour d'Italie lors de cette étape en raison d'un hématocrite supérieur à 50 % et sont suspendus 15 jours.

## Classement de l'étape
| \| 1. \| Serhiy Honchar \| \| Cantina Tollo \| en \| 39 min 54 s \| \| 2. \| Massimo Podenzana \| \| Mercatone Uno \| + \| 29 s \| \| 3. \| Marco Pantani \| \| Mercatone Uno \| \| 30 s \| |                   |  |               |    |             |
| 1. | Serhiy Honchar    |  | Cantina Tollo | en | 39 min 54 s |
| 2. | Massimo Podenzana |  | Mercatone Uno | +  | 29 s        |
| 3. | Marco Pantani     |  | Mercatone Uno |    | 30 s        |

## Classement général
| \| 1. \| Marco Pantani \| \| Mercatone Uno \| en \| 95 h 50 min 39 s \| \| 2. \| Pavel Tonkov \| \| Mapei-Bricobi \| + \| 1 min 33 s \| \| 3. \| Giuseppe Guerini \| \| Polti \| \| 6 min 51 s \| |                  |  |               |    |                  |
| 1. | Marco Pantani    |  | Mercatone Uno | en | 95 h 50 min 39 s |
| 2. | Pavel Tonkov     |  | Mapei-Bricobi | +  | 1 min 33 s       |
| 3. | Giuseppe Guerini |  | Polti         |    | 6 min 51 s       |